# غرايم دونالد
غرايم دونالد (بالإنجليزية: Graeme Donald)‏ (14 أبريل 1974 بإستيرلينغ في المملكة المتحدة - ) هو لاعب كرة قدم بريطاني في مركز الدفاع. لعب مع نادي هيبرنيان ونادي ستنهاوسموير ونادي ستيرلينغ ألبيون.

## وصلات خارجية
- غرايم دونالد على موقع قاعدة بيانات كرة القدم.إي يو (الإنجليزية)
- غرايم دونالد على موقع Soccerbase.com (لاعب) (الإنجليزية)